# فيجويرا تشامبيونز كلاسيك 2024
فيجويرا تشامبيونز كلاسيك 2024 هو سباق دراجات هوائية من فئة  1.1، وهو الموسم الثاني من فيجويرا تشامبيونز كلاسيك ‏، وأقيم في 10 فبراير 2024 ضمن سباقات سلسلة سباقات الاتحاد الدولي للدراجات للمحترفين 2024.
فاز بالمركز الأول رمكو أفينبول، وفاز بالمركز الثاني Vito Braet ‏، وفاز بالمركز الثالث بيترو فيلاسكو.

## الفرق
| فرق عالمية (10)- Alpecin-Deceuninck - Arkéa-B&B Hotels - Astana Qazaqstan Team - EF Education-EasyPost - Intermarché-Wanty - Lidl-Trek - Movistar Team - Soudal Quick-Step - Team dsm-firmenich PostNL - UAE Team Emirates فرق برو (4)- كاجا رورال-سيغوروس 2024 ‏ - Equipo Kern Pharma ‏ - أوسكالتيل أوسكادي 2024 ‏ - سويس ريسينغ أكادمي 2024 ‏ فرق قارية (9)- أنترت فيرينسي ‏ - AP Hotels & Resorts–Tavira–SC Farense ‏ - Louletano Desportos Clube (cycling) ‏ - Credibom–LA Alumínios–Marcos Car ‏ - إيفابيل سيلينج 2024 ‏ - كيلي - سيمولدز يو دي أو 2024 ‏ - Rádio Popular–Paredes–Boavista ‏ - Anicolor / Tien 21 ‏ - Tavfer–Ovos Matinados–Mortágua ‏ |  |
| |  |

## المشاركون
| Soudal Quick-Step SOQ   | Soudal Quick-Step SOQ | Soudal Quick-Step SOQ |
| ----------------------- | --------------------- | --------------------- |
| م                       | عداء                  | مرتبة                 |
| 1                       | رمكو أفينبول (طريق)   | 1                     |
| 2                       | ماتيا كاتانيو         | 79                    |
| 3                       | جيمس نوكس             | 47                    |
| 4                       | مايكل اندا            | 19                    |
| 5                       | بيتر سيري             | 87                    |
| 6                       | Warre Vangheluwe ‏     | لم يكمل السباق        |
| 7                       | Louis Vervaeke ‏       | لم يكمل السباق        |
| مدير الرياضة: توم ستيلز |                       |                       |

| UAE Team Emirates UAD           | UAE Team Emirates UAD | UAE Team Emirates UAD |
| ------------------------------- | --------------------- | --------------------- |
| م                               | عداء                  | مرتبة                 |
| 11                              | فيليبو بارونسيني      | 23                    |
| 12                              | إسحاق ديل تورو ‏       | 37                    |
| 13                              | مارك هيرشي (طريق)     | 6                     |
| 14                              | António Morgado ‏      | 15                    |
| 15                              | روي أوليفيرا          | 66                    |
| 16                              | Owen Cole ‏            | 102                   |
| 17                              | BEL                   | لم يكمل السباق        |
| مدير الرياضة: Simone Pedrazzini‏ |                       |                       |

| Lidl-Trek LTK               | Lidl-Trek LTK         | Lidl-Trek LTK |
| --------------------------- | --------------------- | ------------- |
| م                           | عداء                  | مرتبة         |
| 21                          | Andrea Bagioli ‏       | 25            |
| 22                          | سام أومن              | 35            |
| 23                          | إدوارد ثيونس          | 68            |
| 24                          | Mathias Vacek ‏ (طريق) | 30            |
| 25                          | Nils Aebersold ‏       | 94            |
| 26                          | Mats Wenzel ‏          | 70            |
| مدير الرياضة: ستيفن دي جونغ |                       |               |

| Alpecin-Deceuninck ADC       | Alpecin-Deceuninck ADC | Alpecin-Deceuninck ADC |
| ---------------------------- | ---------------------- | ---------------------- |
| م                            | عداء                   | مرتبة                  |
| 31                           | كوينتن هيرمانز         | 20                     |
| 32                           | Nicola Conci ‏          | 21                     |
| 33                           | Lars Boven ‏            | 4                      |
| 34                           | جيمي يانسون            | 45                     |
| 35                           | شاندرو ميوريس          | 69                     |
| 36                           | Stan Van Tricht ‏       | 89                     |
| 37                           | Ramses Debruyne ‏       | 44                     |
| مدير الرياضة: فريدريك ويليمز |                        |                        |

| EF Education-EasyPost EFE | EF Education-EasyPost EFE | EF Education-EasyPost EFE |
| ------------------------- | ------------------------- | ------------------------- |
| م                         | عداء                      | مرتبة                     |
| 41                        | Markel Beloki ‏            | لم يكمل السباق            |
| 42                        | Stefan Bissegger ‏         | 64                        |
| 43                        | ميكيل فروليش أونوريه      | 11                        |
| 44                        | جيمس شو                   | 38                        |
| 45                        | Yuhi Todome ‏              | 56                        |
| 46                        | مايكل فالغرين             | 36                        |
| 47                        | ماريجن فان دن بيرغ        | 7                         |
| مدير الرياضة: ماتي بريشيل |                           |                           |

| Movistar Team MOV | Movistar Team MOV | Movistar Team MOV |
| ----------------- | ----------------- | ----------------- |
| م                 | عداء              | مرتبة             |
| 51                | روبن جيريرو       | 9                 |
| 52                | Carlos Canal ‏     | 33                |
| 53                | Jon Barrenetxea ‏  | لم يكمل السباق    |
| 54                | جون جاكوبس        | 73                |
| 55                | Iván Romeo ‏       | 18                |
| 56                | أنطونيو بيدرو     | لم يبدأ           |
| 57                | Pelayo Sánchez ‏   | 10                |
| مدير الرياضة:     |                   |                   |

| Intermarché-Wanty IWA       | Intermarché-Wanty IWA | Intermarché-Wanty IWA |
| --------------------------- | --------------------- | --------------------- |
| م                           | عداء                  | مرتبة                 |
| 61                          | Vito Braet ‏           | 2                     |
| 62                          | Simone Gualdi ‏        | 46                    |
| 63                          | Rune Herregodts ‏      | 34                    |
| 64                          | Simone Petilli ‏       | 100                   |
| 65                          | Laurenz Rex ‏          | 22                    |
| 66                          | Tim Rex‏               | 42                    |
| 67                          | مايك تيونسين          | 41                    |
| مدير الرياضة: ديميتري كلايس |                       |                       |

| Team dsm-firmenich PostNL DFP | Team dsm-firmenich PostNL DFP | Team dsm-firmenich PostNL DFP |
| ----------------------------- | ----------------------------- | ----------------------------- |
| م                             | عداء                          | مرتبة                         |
| 71                            | Pavel Bittner ‏                | 32                            |
| 72                            | جون ديجينكولب                 | 54                            |
| 74                            | Niklas Märkl ‏                 | لم يكمل السباق                |
| 75                            | Martijn Tusveld ‏              | 65                            |
| 76                            | Casper van Uden ‏              | 57                            |
| 77                            | Bram Welten ‏                  | لم يكمل السباق                |
| مدير الرياضة: بيم يجثارت      |                               |                               |

| Arkéa-B&B Hotels ARK     | Arkéa-B&B Hotels ARK | Arkéa-B&B Hotels ARK |
| ------------------------ | -------------------- | -------------------- |
| م                        | عداء                 | مرتبة                |
| 81                       | فينتشنزو ألبانيز     | 77                   |
| 82                       | جينثي بيرمانز ‏       | 24                   |
| 83                       | أنتوني ديلابلاسي     | 48                   |
| 85                       | ميشيل رييس           | 81                   |
| 86                       | Léandre Lozouet ‏     | 51                   |
| 87                       | Martin Tjøtta ‏       | 43                   |
| مدير الرياضة: ارنو جيرار |                      |                      |

| Astana Qazaqstan Team AST    | Astana Qazaqstan Team AST | Astana Qazaqstan Team AST |
| ---------------------------- | ------------------------- | ------------------------- |
| م                            | عداء                      | مرتبة                     |
| 91                           | Samuele Battistella ‏      | 78                        |
| 92                           | بيترو فيلاسكو (طريق)      | 3                         |
| 93                           | Yevgeniy Fedorov ‏         | 26                        |
| 94                           | Anton Kuzmin ‏             | 74                        |
| 95                           | Igor Chzhan ‏              | لم يكمل السباق            |
| 96                           | كريستيان سكاروني ‏         | 8                         |
| 97                           | Max Walker (cyclist) ‏     | 67                        |
| مدير الرياضة: ستيفانو زانيني |                           |                           |

| سويس ريسينغ أكادمي ‏ TUD    | سويس ريسينغ أكادمي ‏ TUD | سويس ريسينغ أكادمي ‏ TUD |
| -------------------------- | ----------------------- | ----------------------- |
| م                          | عداء                    | مرتبة                   |
| 101                        | Arthur Kluckers ‏        | 80                      |
| 102                        | Marius Mayrhofer ‏       | 5                       |
| 103                        | لوكاس أريكسون (طريق)    | 86                      |
| 104                        | ريك بلومرز ‏             | 29                      |
| 105                        | Florian Stork ‏          | 17                      |
| 106                        | Yannis Voisard ‏         | لم يكمل السباق          |
| 107                        | Luc Wirtgen ‏            | 83                      |
| مدير الرياضة: ماتيو توساتو |                         |                         |

| كاجا رورال-سيغوروس ‏ CJR                     | كاجا رورال-سيغوروس ‏ CJR | كاجا رورال-سيغوروس ‏ CJR |
| ------------------------------------------- | ----------------------- | ----------------------- |
| م                                           | عداء                    | مرتبة                   |
| 111                                         | ESP                     | 62                      |
| 112                                         | Gorka Sorarrain ‏        | 50                      |
| 113                                         | Jaume Guardeño ‏         | 52                      |
| 114                                         | GBR                     | 58                      |
| 115                                         | إدوارد براديس           | 12                      |
| 116                                         | ميكال شليغل             | لم يكمل السباق          |
| 117                                         | Guillermo Thomas Silva ‏ | 13                      |
| مدير الرياضة: José Miguel Fernández Reviejo‏ |                         |                         |

| Equipo Kern Pharma ‏ EKP | Equipo Kern Pharma ‏ EKP    | Equipo Kern Pharma ‏ EKP |
| ----------------------- | -------------------------- | ----------------------- |
| م                       | عداء                       | مرتبة                   |
| 121                     | Urko Berrade ‏              | 39                      |
| 122                     | Pablo Castrillo ‏           | 16                      |
| 123                     | José Félix Parra ‏          | 76                      |
| 124                     | Jon Agirre ‏                | لم يكمل السباق          |
| 125                     | Ibon Ruiz ‏                 | 31                      |
| 126                     | Jorge Gutiérrez (cyclist) ‏ | 49                      |

| أوسكالتيل أوسكادي ‏ EUS           | أوسكالتيل أوسكادي ‏ EUS | أوسكالتيل أوسكادي ‏ EUS |
| -------------------------------- | ---------------------- | ---------------------- |
| م                                | عداء                   | مرتبة                  |
| 131                              | Xabier Isasa ‏          | 27                     |
| 132                              | ESP                    | 63                     |
| 133                              | Txomin Juaristi ‏       | 84                     |
| 134                              | Mikel Bizkarra ‏        | 40                     |
| 135                              | Gotzon Martín ‏         | 14                     |
| 136                              | Ibai Azurmendi ‏        | 101                    |
| 137                              | Iker Mintegi ‏          | 28                     |
| مدير الرياضة: Santiago Barranco ‏ |                        |                        |

| Anicolor / Tien 21 ‏ SAT     | Anicolor / Tien 21 ‏ SAT   | Anicolor / Tien 21 ‏ SAT |
| --------------------------- | ------------------------- | ----------------------- |
| م                           | عداء                      | مرتبة                   |
| 141                         | Artem Nych ‏               | 98                      |
| 142                         | Oliver Rees‏               | لم يكمل السباق          |
| 143                         | رافاييل ريس               | 72                      |
| 144                         | André Carvalho (cyclist) ‏ | 90                      |
| 145                         | Gabriel Baptista‏          | لم يكمل السباق          |
| 146                         | Tiago Silva‏               | OTL                     |
| مدير الرياضة: Rúben Pereira‏ |                           |                         |

| إيفابيل سيلينج ‏ EFL         | إيفابيل سيلينج ‏ EFL  | إيفابيل سيلينج ‏ EFL |
| --------------------------- | -------------------- | ------------------- |
| م                           | عداء                 | مرتبة               |
| 151                         | هنريكي هيكتور        | لم يكمل السباق      |
| 152                         | Aleksandr Grigoriev ‏ | 91                  |
| 153                         | Tiago Antunes ‏       | 82                  |
| 154                         | Abner González ‏      | OTL                 |
| 155                         | Pedro Pinto‏          | 85                  |
| 156                         | Keegan Swirbul ‏      | لم يكمل السباق      |
| 157                         | Viacheslav Ivanov ‏   | 92                  |
| مدير الرياضة: خوسيه أزيفيدو |                      |                     |

| أنترت فيرينسي ‏ CDF             | أنترت فيرينسي ‏ CDF | أنترت فيرينسي ‏ CDF |
| ------------------------------ | ------------------ | ------------------ |
| م                              | عداء               | مرتبة              |
| 161                            | Afonso Eulálio ‏    | لم يكمل السباق     |
| 162                            | Fábio Oliveira‏     | لم يكمل السباق     |
| 163                            | Óscar Cabedo ‏      | لم يكمل السباق     |
| 164                            | بيدرو اندرادي ‏     | لم يكمل السباق     |
| 165                            | POR                | 75                 |
| 166                            | Diogo Oliveira‏     | OTL                |
| 167                            | POR                | 71                 |
| مدير الرياضة: Joaquim Andrade ‏ |                    |                    |

| Tavfer–Ovos Matinados–Mortágua ‏ TAV | Tavfer–Ovos Matinados–Mortágua ‏ TAV | Tavfer–Ovos Matinados–Mortágua ‏ TAV |
| ----------------------------------- | ----------------------------------- | ----------------------------------- |
| م                                   | عداء                                | مرتبة                               |
| 171                                 | Bruno Silva (cyclist) ‏              | لم يكمل السباق                      |
| 172                                 | جواو ماتياس                         | لم يكمل السباق                      |
| 173                                 | Leangel Linarez ‏                    | لم يكمل السباق                      |
| 174                                 | Rafael Barbas‏                       | لم يكمل السباق                      |
| 175                                 | Nicolás Sáenz ‏                      | لم يكمل السباق                      |
| 176                                 | César Martingil ‏                    | لم يكمل السباق                      |
| 177                                 | Gonçalo Amado ‏                      | 59                                  |
| مدير الرياضة: غوستافو سيزار         |                                     |                                     |

| كيلي - سيمولدز يو دي أو ‏ GSU | كيلي - سيمولدز يو دي أو ‏ GSU | كيلي - سيمولدز يو دي أو ‏ GSU |
| ---------------------------- | ---------------------------- | ---------------------------- |
| م                            | عداء                         | مرتبة                        |
| 181                          | لويس غوميش                   | 53                           |
| 182                          | POR                          | 60                           |
| 183                          | POR                          | 95                           |
| 184                          | Tiago Ferreira‏               | لم يكمل السباق               |
| 185                          | POR                          | لم يكمل السباق               |
| 186                          | Noah Campos‏                  | OTL                          |
| 187                          | André Ribeiro‏                | لم يكمل السباق               |
| مدير الرياضة: Manuel Correia‏ |                              |                              |

| AP Hotels & Resorts–Tavira–SC Farense ‏ ATF | AP Hotels & Resorts–Tavira–SC Farense ‏ ATF | AP Hotels & Resorts–Tavira–SC Farense ‏ ATF |
| ------------------------------------------ | ------------------------------------------ | ------------------------------------------ |
| م                                          | عداء                                       | مرتبة                                      |
| 191                                        | ديليو فرنانديز كروز                        | لم يكمل السباق                             |
| 192                                        | Rúben Simão‏                                | لم يكمل السباق                             |
| 193                                        | Diogo Pinto‏                                | لم يكمل السباق                             |
| 194                                        | POR                                        | لم يكمل السباق                             |
| 195                                        | Afonso Silva ‏                              | لم يكمل السباق                             |
| 196                                        | كارلوس سالغيرو ‏                            | لم يكمل السباق                             |
| 197                                        | Euclides Chingui‏                           | لم يكمل السباق                             |
| مدير الرياضة: Vidal Fitas‏                  |                                            |                                            |

| Credibom–LA Alumínios–Marcos Car ‏ LAA | Credibom–LA Alumínios–Marcos Car ‏ LAA | Credibom–LA Alumínios–Marcos Car ‏ LAA |
| ------------------------------------- | ------------------------------------- | ------------------------------------- |
| م                                     | عداء                                  | مرتبة                                 |
| 201                                   | لويس فيليبي فيرنانديز ‏                | 88                                    |
| 202                                   | François Vie‏                          | لم يكمل السباق                        |
| 203                                   | Diogo Narciso ‏                        | 93                                    |
| 204                                   | Rodrigo Caixas ‏                       | لم يكمل السباق                        |
| 205                                   | João Oliveira‏                         | لم يكمل السباق                        |
| 206                                   | João Macedo‏                           | OTL                                   |
| 207                                   | Emanuel Duarte ‏                       | لم يكمل السباق                        |
| مدير الرياضة: Hernâni Brôco ‏          |                                       |                                       |

| Louletano Desportos Clube (cycling) ‏ AVL | Louletano Desportos Clube (cycling) ‏ AVL | Louletano Desportos Clube (cycling) ‏ AVL |
| ---------------------------------------- | ---------------------------------------- | ---------------------------------------- |
| م                                        | عداء                                     | مرتبة                                    |
| 211                                      | Daniel Viegas ‏                           | لم يكمل السباق                           |
| 212                                      | سيرجيو غارسيا غونزاليس ‏                  | 55                                       |
| 213                                      | Nicolás Tivani ‏                          | لم يكمل السباق                           |
| 214                                      | Tomás Contte ‏                            | 104                                      |
| 215                                      | Tomás Martins‏                            | لم يكمل السباق                           |
| 216                                      | Carlos Oyarzún ‏                          | 96                                       |
| 217                                      | David Dominguez ‏                         | 99                                       |
| مدير الرياضة: أميريكو سيلفا ‏             |                                          |                                          |

| Rádio Popular–Paredes–Boavista ‏ RPB | Rádio Popular–Paredes–Boavista ‏ RPB | Rádio Popular–Paredes–Boavista ‏ RPB |
| ----------------------------------- | ----------------------------------- | ----------------------------------- |
| م                                   | عداء                                | مرتبة                               |
| 221                                 | César Fonte ‏                        | لم يكمل السباق                      |
| 222                                 | Hugo Nunes ‏                         | 103                                 |
| 223                                 | POR                                 | لم يكمل السباق                      |
| 224                                 | Francisco Peñuela ‏                  | 97                                  |
| 225                                 | Tiago Nunes‏                         | لم يكمل السباق                      |
| 226                                 | POR                                 | لم يكمل السباق                      |
| 227                                 | Hélder Gonçalves‏                    | 61                                  |

| Soudal Quick-Step SOQ   | Soudal Quick-Step SOQ | Soudal Quick-Step SOQ |
| ----------------------- | --------------------- | --------------------- |
| م                       | عداء                  | مرتبة                 |
| 1                       | رمكو أفينبول (طريق)   | 1                     |
| 2                       | ماتيا كاتانيو         | 79                    |
| 3                       | جيمس نوكس             | 47                    |
| 4                       | مايكل اندا            | 19                    |
| 5                       | بيتر سيري             | 87                    |
| 6                       | Warre Vangheluwe ‏     | لم يكمل السباق        |
| 7                       | Louis Vervaeke ‏       | لم يكمل السباق        |
| مدير الرياضة: توم ستيلز |                       |                       |

| UAE Team Emirates UAD           | UAE Team Emirates UAD | UAE Team Emirates UAD |
| ------------------------------- | --------------------- | --------------------- |
| م                               | عداء                  | مرتبة                 |
| 11                              | فيليبو بارونسيني      | 23                    |
| 12                              | إسحاق ديل تورو ‏       | 37                    |
| 13                              | مارك هيرشي (طريق)     | 6                     |
| 14                              | António Morgado ‏      | 15                    |
| 15                              | روي أوليفيرا          | 66                    |
| 16                              | Owen Cole ‏            | 102                   |
| 17                              | BEL                   | لم يكمل السباق        |
| مدير الرياضة: Simone Pedrazzini‏ |                       |                       |

| Lidl-Trek LTK               | Lidl-Trek LTK         | Lidl-Trek LTK |
| --------------------------- | --------------------- | ------------- |
| م                           | عداء                  | مرتبة         |
| 21                          | Andrea Bagioli ‏       | 25            |
| 22                          | سام أومن              | 35            |
| 23                          | إدوارد ثيونس          | 68            |
| 24                          | Mathias Vacek ‏ (طريق) | 30            |
| 25                          | Nils Aebersold ‏       | 94            |
| 26                          | Mats Wenzel ‏          | 70            |
| مدير الرياضة: ستيفن دي جونغ |                       |               |

| Alpecin-Deceuninck ADC       | Alpecin-Deceuninck ADC | Alpecin-Deceuninck ADC |
| ---------------------------- | ---------------------- | ---------------------- |
| م                            | عداء                   | مرتبة                  |
| 31                           | كوينتن هيرمانز         | 20                     |
| 32                           | Nicola Conci ‏          | 21                     |
| 33                           | Lars Boven ‏            | 4                      |
| 34                           | جيمي يانسون            | 45                     |
| 35                           | شاندرو ميوريس          | 69                     |
| 36                           | Stan Van Tricht ‏       | 89                     |
| 37                           | Ramses Debruyne ‏       | 44                     |
| مدير الرياضة: فريدريك ويليمز |                        |                        |

| EF Education-EasyPost EFE | EF Education-EasyPost EFE | EF Education-EasyPost EFE |
| ------------------------- | ------------------------- | ------------------------- |
| م                         | عداء                      | مرتبة                     |
| 41                        | Markel Beloki ‏            | لم يكمل السباق            |
| 42                        | Stefan Bissegger ‏         | 64                        |
| 43                        | ميكيل فروليش أونوريه      | 11                        |
| 44                        | جيمس شو                   | 38                        |
| 45                        | Yuhi Todome ‏              | 56                        |
| 46                        | مايكل فالغرين             | 36                        |
| 47                        | ماريجن فان دن بيرغ        | 7                         |
| مدير الرياضة: ماتي بريشيل |                           |                           |

| Movistar Team MOV | Movistar Team MOV | Movistar Team MOV |
| ----------------- | ----------------- | ----------------- |
| م                 | عداء              | مرتبة             |
| 51                | روبن جيريرو       | 9                 |
| 52                | Carlos Canal ‏     | 33                |
| 53                | Jon Barrenetxea ‏  | لم يكمل السباق    |
| 54                | جون جاكوبس        | 73                |
| 55                | Iván Romeo ‏       | 18                |
| 56                | أنطونيو بيدرو     | لم يبدأ           |
| 57                | Pelayo Sánchez ‏   | 10                |
| مدير الرياضة:     |                   |                   |

| Intermarché-Wanty IWA       | Intermarché-Wanty IWA | Intermarché-Wanty IWA |
| --------------------------- | --------------------- | --------------------- |
| م                           | عداء                  | مرتبة                 |
| 61                          | Vito Braet ‏           | 2                     |
| 62                          | Simone Gualdi ‏        | 46                    |
| 63                          | Rune Herregodts ‏      | 34                    |
| 64                          | Simone Petilli ‏       | 100                   |
| 65                          | Laurenz Rex ‏          | 22                    |
| 66                          | Tim Rex‏               | 42                    |
| 67                          | مايك تيونسين          | 41                    |
| مدير الرياضة: ديميتري كلايس |                       |                       |

| Team dsm-firmenich PostNL DFP | Team dsm-firmenich PostNL DFP | Team dsm-firmenich PostNL DFP |
| ----------------------------- | ----------------------------- | ----------------------------- |
| م                             | عداء                          | مرتبة                         |
| 71                            | Pavel Bittner ‏                | 32                            |
| 72                            | جون ديجينكولب                 | 54                            |
| 74                            | Niklas Märkl ‏                 | لم يكمل السباق                |
| 75                            | Martijn Tusveld ‏              | 65                            |
| 76                            | Casper van Uden ‏              | 57                            |
| 77                            | Bram Welten ‏                  | لم يكمل السباق                |
| مدير الرياضة: بيم يجثارت      |                               |                               |

| Arkéa-B&B Hotels ARK     | Arkéa-B&B Hotels ARK | Arkéa-B&B Hotels ARK |
| ------------------------ | -------------------- | -------------------- |
| م                        | عداء                 | مرتبة                |
| 81                       | فينتشنزو ألبانيز     | 77                   |
| 82                       | جينثي بيرمانز ‏       | 24                   |
| 83                       | أنتوني ديلابلاسي     | 48                   |
| 85                       | ميشيل رييس           | 81                   |
| 86                       | Léandre Lozouet ‏     | 51                   |
| 87                       | Martin Tjøtta ‏       | 43                   |
| مدير الرياضة: ارنو جيرار |                      |                      |

| Astana Qazaqstan Team AST    | Astana Qazaqstan Team AST | Astana Qazaqstan Team AST |
| ---------------------------- | ------------------------- | ------------------------- |
| م                            | عداء                      | مرتبة                     |
| 91                           | Samuele Battistella ‏      | 78                        |
| 92                           | بيترو فيلاسكو (طريق)      | 3                         |
| 93                           | Yevgeniy Fedorov ‏         | 26                        |
| 94                           | Anton Kuzmin ‏             | 74                        |
| 95                           | Igor Chzhan ‏              | لم يكمل السباق            |
| 96                           | كريستيان سكاروني ‏         | 8                         |
| 97                           | Max Walker (cyclist) ‏     | 67                        |
| مدير الرياضة: ستيفانو زانيني |                           |                           |

| سويس ريسينغ أكادمي ‏ TUD    | سويس ريسينغ أكادمي ‏ TUD | سويس ريسينغ أكادمي ‏ TUD |
| -------------------------- | ----------------------- | ----------------------- |
| م                          | عداء                    | مرتبة                   |
| 101                        | Arthur Kluckers ‏        | 80                      |
| 102                        | Marius Mayrhofer ‏       | 5                       |
| 103                        | لوكاس أريكسون (طريق)    | 86                      |
| 104                        | ريك بلومرز ‏             | 29                      |
| 105                        | Florian Stork ‏          | 17                      |
| 106                        | Yannis Voisard ‏         | لم يكمل السباق          |
| 107                        | Luc Wirtgen ‏            | 83                      |
| مدير الرياضة: ماتيو توساتو |                         |                         |

| كاجا رورال-سيغوروس ‏ CJR                     | كاجا رورال-سيغوروس ‏ CJR | كاجا رورال-سيغوروس ‏ CJR |
| ------------------------------------------- | ----------------------- | ----------------------- |
| م                                           | عداء                    | مرتبة                   |
| 111                                         | ESP                     | 62                      |
| 112                                         | Gorka Sorarrain ‏        | 50                      |
| 113                                         | Jaume Guardeño ‏         | 52                      |
| 114                                         | GBR                     | 58                      |
| 115                                         | إدوارد براديس           | 12                      |
| 116                                         | ميكال شليغل             | لم يكمل السباق          |
| 117                                         | Guillermo Thomas Silva ‏ | 13                      |
| مدير الرياضة: José Miguel Fernández Reviejo‏ |                         |                         |

| Equipo Kern Pharma ‏ EKP | Equipo Kern Pharma ‏ EKP    | Equipo Kern Pharma ‏ EKP |
| ----------------------- | -------------------------- | ----------------------- |
| م                       | عداء                       | مرتبة                   |
| 121                     | Urko Berrade ‏              | 39                      |
| 122                     | Pablo Castrillo ‏           | 16                      |
| 123                     | José Félix Parra ‏          | 76                      |
| 124                     | Jon Agirre ‏                | لم يكمل السباق          |
| 125                     | Ibon Ruiz ‏                 | 31                      |
| 126                     | Jorge Gutiérrez (cyclist) ‏ | 49                      |

| أوسكالتيل أوسكادي ‏ EUS           | أوسكالتيل أوسكادي ‏ EUS | أوسكالتيل أوسكادي ‏ EUS |
| -------------------------------- | ---------------------- | ---------------------- |
| م                                | عداء                   | مرتبة                  |
| 131                              | Xabier Isasa ‏          | 27                     |
| 132                              | ESP                    | 63                     |
| 133                              | Txomin Juaristi ‏       | 84                     |
| 134                              | Mikel Bizkarra ‏        | 40                     |
| 135                              | Gotzon Martín ‏         | 14                     |
| 136                              | Ibai Azurmendi ‏        | 101                    |
| 137                              | Iker Mintegi ‏          | 28                     |
| مدير الرياضة: Santiago Barranco ‏ |                        |                        |

| Anicolor / Tien 21 ‏ SAT     | Anicolor / Tien 21 ‏ SAT   | Anicolor / Tien 21 ‏ SAT |
| --------------------------- | ------------------------- | ----------------------- |
| م                           | عداء                      | مرتبة                   |
| 141                         | Artem Nych ‏               | 98                      |
| 142                         | Oliver Rees‏               | لم يكمل السباق          |
| 143                         | رافاييل ريس               | 72                      |
| 144                         | André Carvalho (cyclist) ‏ | 90                      |
| 145                         | Gabriel Baptista‏          | لم يكمل السباق          |
| 146                         | Tiago Silva‏               | OTL                     |
| مدير الرياضة: Rúben Pereira‏ |                           |                         |

| إيفابيل سيلينج ‏ EFL         | إيفابيل سيلينج ‏ EFL  | إيفابيل سيلينج ‏ EFL |
| --------------------------- | -------------------- | ------------------- |
| م                           | عداء                 | مرتبة               |
| 151                         | هنريكي هيكتور        | لم يكمل السباق      |
| 152                         | Aleksandr Grigoriev ‏ | 91                  |
| 153                         | Tiago Antunes ‏       | 82                  |
| 154                         | Abner González ‏      | OTL                 |
| 155                         | Pedro Pinto‏          | 85                  |
| 156                         | Keegan Swirbul ‏      | لم يكمل السباق      |
| 157                         | Viacheslav Ivanov ‏   | 92                  |
| مدير الرياضة: خوسيه أزيفيدو |                      |                     |

| أنترت فيرينسي ‏ CDF             | أنترت فيرينسي ‏ CDF | أنترت فيرينسي ‏ CDF |
| ------------------------------ | ------------------ | ------------------ |
| م                              | عداء               | مرتبة              |
| 161                            | Afonso Eulálio ‏    | لم يكمل السباق     |
| 162                            | Fábio Oliveira‏     | لم يكمل السباق     |
| 163                            | Óscar Cabedo ‏      | لم يكمل السباق     |
| 164                            | بيدرو اندرادي ‏     | لم يكمل السباق     |
| 165                            | POR                | 75                 |
| 166                            | Diogo Oliveira‏     | OTL                |
| 167                            | POR                | 71                 |
| مدير الرياضة: Joaquim Andrade ‏ |                    |                    |

| Tavfer–Ovos Matinados–Mortágua ‏ TAV | Tavfer–Ovos Matinados–Mortágua ‏ TAV | Tavfer–Ovos Matinados–Mortágua ‏ TAV |
| ----------------------------------- | ----------------------------------- | ----------------------------------- |
| م                                   | عداء                                | مرتبة                               |
| 171                                 | Bruno Silva (cyclist) ‏              | لم يكمل السباق                      |
| 172                                 | جواو ماتياس                         | لم يكمل السباق                      |
| 173                                 | Leangel Linarez ‏                    | لم يكمل السباق                      |
| 174                                 | Rafael Barbas‏                       | لم يكمل السباق                      |
| 175                                 | Nicolás Sáenz ‏                      | لم يكمل السباق                      |
| 176                                 | César Martingil ‏                    | لم يكمل السباق                      |
| 177                                 | Gonçalo Amado ‏                      | 59                                  |
| مدير الرياضة: غوستافو سيزار         |                                     |                                     |

| كيلي - سيمولدز يو دي أو ‏ GSU | كيلي - سيمولدز يو دي أو ‏ GSU | كيلي - سيمولدز يو دي أو ‏ GSU |
| ---------------------------- | ---------------------------- | ---------------------------- |
| م                            | عداء                         | مرتبة                        |
| 181                          | لويس غوميش                   | 53                           |
| 182                          | POR                          | 60                           |
| 183                          | POR                          | 95                           |
| 184                          | Tiago Ferreira‏               | لم يكمل السباق               |
| 185                          | POR                          | لم يكمل السباق               |
| 186                          | Noah Campos‏                  | OTL                          |
| 187                          | André Ribeiro‏                | لم يكمل السباق               |
| مدير الرياضة: Manuel Correia‏ |                              |                              |

| AP Hotels & Resorts–Tavira–SC Farense ‏ ATF | AP Hotels & Resorts–Tavira–SC Farense ‏ ATF | AP Hotels & Resorts–Tavira–SC Farense ‏ ATF |
| ------------------------------------------ | ------------------------------------------ | ------------------------------------------ |
| م                                          | عداء                                       | مرتبة                                      |
| 191                                        | ديليو فرنانديز كروز                        | لم يكمل السباق                             |
| 192                                        | Rúben Simão‏                                | لم يكمل السباق                             |
| 193                                        | Diogo Pinto‏                                | لم يكمل السباق                             |
| 194                                        | POR                                        | لم يكمل السباق                             |
| 195                                        | Afonso Silva ‏                              | لم يكمل السباق                             |
| 196                                        | كارلوس سالغيرو ‏                            | لم يكمل السباق                             |
| 197                                        | Euclides Chingui‏                           | لم يكمل السباق                             |
| مدير الرياضة: Vidal Fitas‏                  |                                            |                                            |

| Credibom–LA Alumínios–Marcos Car ‏ LAA | Credibom–LA Alumínios–Marcos Car ‏ LAA | Credibom–LA Alumínios–Marcos Car ‏ LAA |
| ------------------------------------- | ------------------------------------- | ------------------------------------- |
| م                                     | عداء                                  | مرتبة                                 |
| 201                                   | لويس فيليبي فيرنانديز ‏                | 88                                    |
| 202                                   | François Vie‏                          | لم يكمل السباق                        |
| 203                                   | Diogo Narciso ‏                        | 93                                    |
| 204                                   | Rodrigo Caixas ‏                       | لم يكمل السباق                        |
| 205                                   | João Oliveira‏                         | لم يكمل السباق                        |
| 206                                   | João Macedo‏                           | OTL                                   |
| 207                                   | Emanuel Duarte ‏                       | لم يكمل السباق                        |
| مدير الرياضة: Hernâni Brôco ‏          |                                       |                                       |

| Louletano Desportos Clube (cycling) ‏ AVL | Louletano Desportos Clube (cycling) ‏ AVL | Louletano Desportos Clube (cycling) ‏ AVL |
| ---------------------------------------- | ---------------------------------------- | ---------------------------------------- |
| م                                        | عداء                                     | مرتبة                                    |
| 211                                      | Daniel Viegas ‏                           | لم يكمل السباق                           |
| 212                                      | سيرجيو غارسيا غونزاليس ‏                  | 55                                       |
| 213                                      | Nicolás Tivani ‏                          | لم يكمل السباق                           |
| 214                                      | Tomás Contte ‏                            | 104                                      |
| 215                                      | Tomás Martins‏                            | لم يكمل السباق                           |
| 216                                      | Carlos Oyarzún ‏                          | 96                                       |
| 217                                      | David Dominguez ‏                         | 99                                       |
| مدير الرياضة: أميريكو سيلفا ‏             |                                          |                                          |

| Rádio Popular–Paredes–Boavista ‏ RPB | Rádio Popular–Paredes–Boavista ‏ RPB | Rádio Popular–Paredes–Boavista ‏ RPB |
| ----------------------------------- | ----------------------------------- | ----------------------------------- |
| م                                   | عداء                                | مرتبة                               |
| 221                                 | César Fonte ‏                        | لم يكمل السباق                      |
| 222                                 | Hugo Nunes ‏                         | 103                                 |
| 223                                 | POR                                 | لم يكمل السباق                      |
| 224                                 | Francisco Peñuela ‏                  | 97                                  |
| 225                                 | Tiago Nunes‏                         | لم يكمل السباق                      |
| 226                                 | POR                                 | لم يكمل السباق                      |
| 227                                 | Hélder Gonçalves‏                    | 61                                  |

## التصنيف العام النهائي
| التصنيف العام         | التصنيف العام      | التصنيف العام         | التصنيف العام | التصنيف العام |
| العداء                | العداء             | الفريق                | الوقت         |               |
| --------------------- | ------------------ | --------------------- | ------------- | ------------- |
| 1                     | رمكو أفينبول       | Soudal Quick-Step     | 4 س 42 د 26 ث |               |
| 2                     | Vito Braet ‏        | Intermarché-Wanty     | + 1 د 48 ث    |               |
| 3                     | بيترو فيلاسكو      | Astana Qazaqstan Team | + 1 د 48 ث    |               |
| 4                     | Lars Boven ‏        | Alpecin-Deceuninck    | + 1 د 48 ث    |               |
| 5                     | Marius Mayrhofer ‏  | سويس ريسينغ أكادمي ‏   | + 1 د 48 ث    |               |
| 6                     | مارك هيرشي         | فريق الإمارات         | + 1 د 48 ث    |               |
| 7                     | ماريجن فان دن بيرغ | EF Education-EasyPost | + 1 د 48 ث    |               |
| 8                     | كريستيان سكاروني ‏  | Astana Qazaqstan Team | + 1 د 48 ث    |               |
| 9                     | روبن جيريرو        | موفيستار              | + 1 د 48 ث    |               |
| 10                    | Pelayo Sánchez ‏    | موفيستار              | + 1 د 48 ث    |               |
|                       |                    |                       |               |               |
| مصدر: ProCyclingStats |                    |                       |               |               |

## وصلات خارجية
- الموقع الرسمي
- لمحة عن سباق فيجويرا تشامبيونز كلاسيك 2024 على موقع  ProCyclingStats   (برو  سايكلنج  ستاتس) - إحصاءات  محترفي  الدراجات.
- فيجويرا تشامبيونز كلاسيك 2024 على موقع إحصائيات الدراجات الإحترافية (الإنجليزية)